# Kirsty Coventry
Kirsty Leigh Coventry (ur. 16 września 1983 w Harare) – zimbabwejska pływaczka specjalizująca się w stylu grzbietowym i zmiennym, siedmiokrotna medalistka olimpijska, wielokrotna medalistka mistrzostw świata i rekordzistka świata.
Po zakończeniu kariery, od 2013 r. jest członkinią, a także przewodniczącą Komisji Zawodniczej Międzynarodowego Komitetu Olimpijskiego, a 20 marca 2025 została przewodniczącą MKOL, jako pierwsza kobieta, Afrykanka i pływaczka. Jest również wiceprzewodniczącą Komitetu Olimpijskiego Zimbabwe, a od września 2018 r. pełni funkcję ministra sportu w Zimbabwe.
Studiowała na Auburn University w Alabamie; reprezentowała też tę uczelnię na zawodach pływackich. 

## Sukcesy

### Igrzyska olimpijskie
| Miejsce | Dzień       | Rok  | Miejscowość | Konkurencja             | Czas        | Strata   | Zwycięzca        |
| ------- | ----------- | ---- | ----------- | ----------------------- | ----------- | -------- | ---------------- |
| 2.      | 16 sierpnia | 2004 | Ateny       | 100 m - styl grzbietowy | 1:00,50 min | + 0,13 s | Natalie Coughlin |
| 3.      | 17 sierpnia | 2004 | Ateny       | 200 m - styl zmienny    | 2:12,72 min | + 1,58 s | Jana Kłoczkowa   |
| 1.      | 20 sierpnia | 2004 | Ateny       | 200 m - styl grzbietowy | 2:09,19 min | –        | –                |
| 2.      | 10 sierpnia | 2008 | Pekin       | 400 m - styl zmienny    | 4:29,89 min | + 0,44 s | Stephanie Rice   |
| 2.      | 12 sierpnia | 2008 | Pekin       | 100 m - styl grzbietowy | 59,19 s     | + 0,23 s | Natalie Coughlin |
| 2.      | 13 sierpnia | 2004 | Pekin       | 200 m - styl zmienny    | 2:08,59 min | + 0,14 s | Stephanie Rice   |
| 1.      | 16 sierpnia | 2008 | Pekin       | 200 m - styl grzbietowy | 2:05,24 min | –        | –                |

### Mistrzostwa świata
- 2005 Montreal –  (100 m stylem grzbietowym)
- 2005 Montreal –  (200 m stylem grzbietowym)
- 2009 Rzym –  (200 m stylem grzbietowym)
- 2005 Montreal –  (200 m stylem zmiennym)
- 2005 Montreal –  (400 m stylem zmiennym)
- 2007 Melbourne –  (200 m stylem grzbietowym)
- 2007 Melbourne –  (200 m stylem zmiennym)

### Mistrzostwa świata (basen 25 m)
- 2008 Manchester –  (100 m stylem grzbietowym)
- 2008 Manchester –  (200 m stylem grzbietowym)
- 2008 Manchester –  (200 m stylem zmiennym)
- 2008 Manchester –  (400 m stylem zmiennym)
- 2008 Manchester –  (100 m stylem zmiennym)

## Rekordy świata
| Data             | Miejsce  | Konkurencja              | Rezultat    | Status                              |
| ---------------- | -------- | ------------------------ | ----------- | ----------------------------------- |
| 16 lutego 2008   | Columbia | 200 m stylem grzbietowym | 2:06,39 min | do 5 lipca 2008 Margaret Hoelzer    |
| 16 sierpnia 2008 | Pekin    | 200 m stylem grzbietowym | 2:05,24 min | do 1 sierpnia 2009                  |
| 1 sierpnia 2009  | Rzym     | 200 m stylem grzbietowym | 2.04,81 min | do 3 sierpnia 2012 Melissa Franklin |
| 11 sierpnia 2008 | Pekin    | 100 m stylem grzbietowym | 58,77 s     | do 27 lipca 2009 Anastasija Zujewa  |